# Johann Gottlieb Wenig

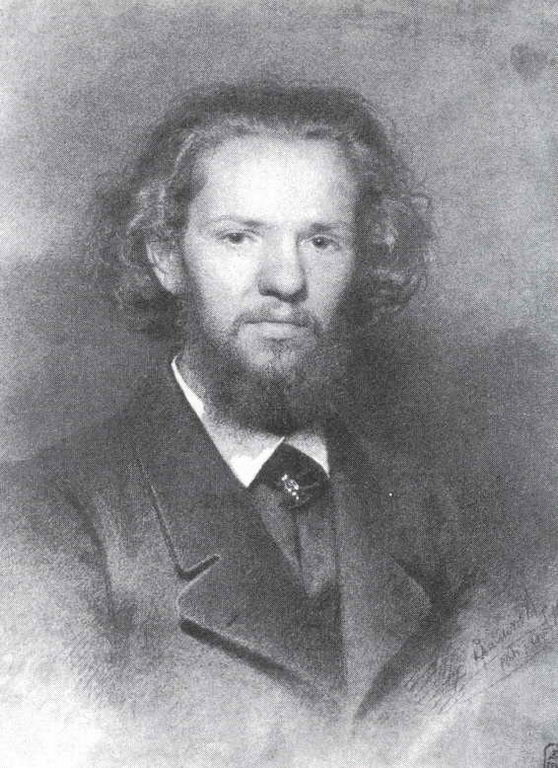
Kramskoj:Porträt Johann Gottlieb Wenig

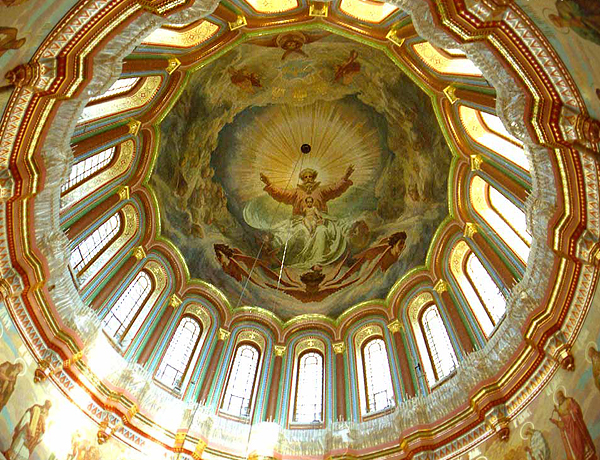
Kuppel der Christ-Erlöser-Kathedrale in Moskau

Johann Gottlieb Wenig (russ. Богда́н Богданович Вениг; * 1837 in Reval; † 1872 in Sankt Petersburg) war ein russischer Maler Baltisch-deutscher Abstammung. 
Er war Sohn des Musiklehrers, Organisten und Violinisten an der evangelischen Nikolaikirche in Reval Gottlieb Friedrich Wenig und der Agathe Emilie Fabergé, Tante des Juweliers Peter Carl Fabergé. Sein älterer Bruder Carl Gottlieb Wenig (russ. Карл Богданович Вениг, 1830–1908) war ebenfalls Maler.
Johann Gottlieb Wenig studierte Malerei an der Petersburger Kunstakademie am Lehrstuhl für historische Malerei bei Professor Fjodor Bruni. Als Student wurde er mehrmals mit Silber- und Goldmedaillen ausgezeichnet.
Im November 1863 nahm er teil an dem „Aufruhr der Vierzehn“ – einer Protestaktion der Absolventen der Akademie gegen den aufgezwungenen Klassizismus beim Malereiwettbewerb anlässlich des Jahrhundertjubiläums der Akademie. 
1863 bis 1871 war er Mitglied der „Sankt Petersburger Malergenossenschaft“. Er wurde als Porträtmaler bekannt.
In den 1860er Jahren war er mit Iwan Nikolajewitsch Kramskoi und Nikolai Andrejewitsch Koschelew an den Malerarbeiten in der Kuppel der Moskauer Christ-Erlöser-Kathedrale beschäftigt.